# Транспортна здатність річки

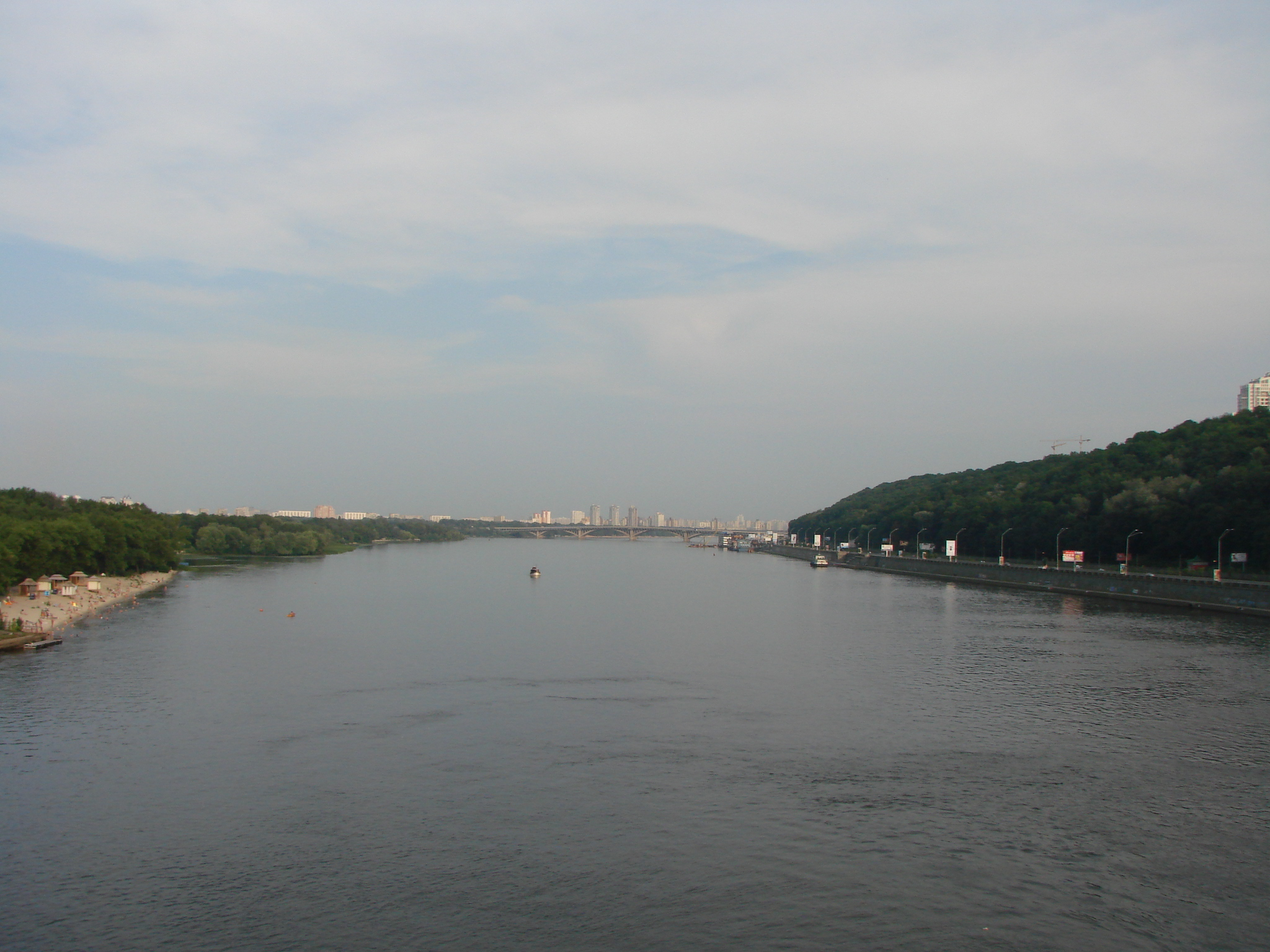
Дніпро у Києві.

Транспортна здатність річки (рос. транспортная способность реки; англ. carrying capacity of river; carrying power of river; нім. Schleppkraft f des Flusses; Transportvermögen  n) – здатність річки переносити певну кількість твердих наносів. Залежить від водоносності річки та швидкості її течії. Напр., щодень виносить в океан 2 млн.т. наносів. 
За експериментальними даними уламковий матеріал починає рухатися при наступних швидкостях течії річки (м/с): дрібний пісок - 0,162; крупний пісок - 0,216; дрібна галька - 0,312; середня галька - 0,650; велика галька - 0,975 ; галька діаметром 27 мм - 0,97; галька діаметром 54 мм - 1,62; камені об'ємом 82 см3 - 2,27; камені об'ємом 558 см3 - 3,25; камені об'ємом 1116 см3 - 4,87; камені об'ємом 5, 6-8,4 дм3 - 11,6.9. Кількість перенесеного річками зваженого матеріалу зростає із збільшенням швидкості течії, але значною мірою залежить від характеру берегів і ложа річок, від джерел їх живлення і від характеру зваженого речовини і деяких інших умов. Зважений матеріал виноситься річками в моря та океани у величезних кількостях: Так, р. Дон щорічно виносить в море 14 млн. т, Лена - близько 11, Об - 12,9, Волга - 40-50, Ніл - близько 125, Міссісіпі - близько 400, Інд - 450, р. Хуанхе (КНР) - 1380 (найбільше в світі).
Водночас річки переносять і розчинені речовини. Незважаючи на незначну мінералізацію річкових вод перенесення річками розчинених речовин значне, напр., (за даними О. А. Алекіна), р. Дон щорічно виносить в море хімічно розчинених речовин 6,2, Дніпро - 8,13, Амудар'я - 17,7, Єнісей - 30,0, Волга - 46,5 млн. т.